# Saint-Pierre-d'Autils
Saint-Pierre-d'Autils is een voormalige gemeente in het Franse departement Eure in de regio Normandië en telt 1024 inwoners (2004). De plaats maakt deel uit van het arrondissement Évreux.

## Geschiedenis
Saint-Pierre-d'Autils is op 1 januari 2017 gefuseerd met de gemeenten La Chapelle-Réanville en Saint-Just tot de commune nouvelle La Chapelle-Longueville. 

## Geografie
De oppervlakte van Saint-Pierre-d'Autils bedraagt 7,1 km², de bevolkingsdichtheid is 144,2 inwoners per km².
De onderstaande kaart toont de ligging van Saint-Pierre-d'Autils met de belangrijkste infrastructuur en aangrenzende gemeenten.

## Demografie
Onderstaande figuur toont het verloop van het inwonertal (bron: INSEE-tellingen).